# Albert Maignan
Albert Pierre René Maignan (Beaumont-sur-Sarthe, 14 ottobre 1845 – Saint-Prix, 29 settembre 1908) è stato un pittore e illustratore francese.

## Biografia
All'età di 19 anni Albert Maignan lasciò le sponde della Sarthe e si trasferì a Parigi per studiare Legge. Si laureò due anni dopo, ma, durante gli studi, si dedicò con passione alla pittura, sicché nel 1865 decise di abbracciare l'arte. In quel periodo entrò in contatto con il pittore Jules Noël, che sostenne la sua scelta e lo accolse come allievo.

Nel 1867 un suo lavoro fu accettato al Salon degli artisti francesi, dove in seguito egli avrebbe esposto regolarmente per tutta la vita.

Nel 1868 realizzò delle vedute di Rouen e una serie di lavori tratti da un viaggio in Italia, in Spagna e in Africa: vedute di Cordova, Siviglia e Suez, un anno prima che il famoso canale venisse inaugurato. L'anno seguente lasciò Jules Noël ed entrò nell'atelier di Évariste-Vital Luminais.
Con l'opera "Cristo chiama a sé gli afflitti" ottenne la medaglia di bronzo del Salon nel 1874. Dopo due anni ricevette la medaglia d'argento e nel 1879 la medaglia d'oro. La sua fama si consolidò definitivamente con il conferimento della Legion d'Honneur nel 1895 e la medaglia d'onore dell'Expo di Parigi del 1899 con il quadro "La morte di Carpeaux". Nel 1905, infine, venne eletto membro dell' "Institut de France".
Nella prima parte della sua carriera Maignan si dedicò prevalentemente alla pittura di illustrazione storica, sebbene egli non abbia mai trascurato la ritrattistica, e, forse sotto l'influenza di Henri Regnault, si sia prodotto anche in una serie di opere di impronta spagnola e orientaleggiante. In seguito però, verso il 1889, finì per prediligere l'attività di decoratore, con affreschi e tele da inserire nei rivestimenti decorativi delle pareti. Dopo il 1890 fu sempre più sospinto verso questa forma di pittura, grazie anche al gran numero di prestigiose commissioni che ricevette.
Decorò il "Salone delle Lettere" del Municipio di Parigi, la "Sala delle Feste" dell'Expo del 1889 e la Sala principale della Camera di commercio e industria di Saint-Étienne. Proprio in quest'ultima occasione disegnò anche i cartoni per gli arazzi della stessa Sala. Ricevette quindi dallo Stato l'incarico per un ciclo di arazzi che ancora oggi ornano la "Sala delle conferenze" del Palais du Luxembourg.
Contemporaneamente partecipava con altri artisti alle decorazioni della nuova Opéra-Comique, realizzando molte opere da collocare nel foyer di questo mitico edificio, e lavorò agli affreschi di "Notre Dame de la Consolation". Nel 1900 mise mano anche agli affreschi per la Sala del ristorante della nuova Gare de Lyon: Le Train Bleu. Ebbe diversi allievi, fra cui Joseph-Marius Avy, genero di Albert Besnard.
Albert Maignan si spense all'età di 63 anni a Saint-Prix (Val-d'Oise), un borgo di 800 anime a 15 Km da Parigi.
Le città di Beaumont-sur-Sarthe (suo paese natale) e di Le Mans gli hanno intitolato una strada.

## Opere principali
Dipinti
- 1867 - Le Mans
- 1868 - Personnage dans une mosquée
- 1870 - Autoportrait
- 1875 - L'Insulte aux prisonniers
- 1875 - Le portail central de Saint-Marc de Venise
- 1877 - Famille de l'artiste d'après une composition de Véronèse

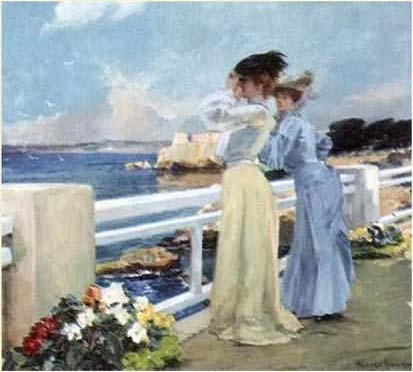
I gabbiani

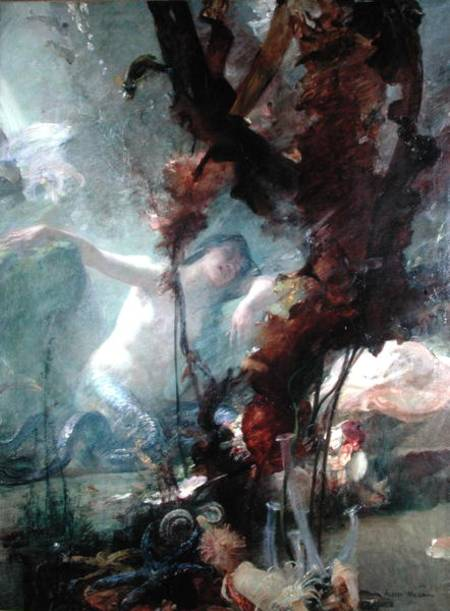
La sirena

- 1878 - Amiral Carlo Zeno (1334-1418) - Museo di Belle arti di Lilla
- 1881 - Renaud de Bourgogne accorde à Belfort des lettres d'affranchissement
- 1883 - Forum romain et Arc de Triomphe de Septime Sévère
- 1883 - Hommage à Clovis II - Museo di Belle arti di Reims
- 1885 - Venise, église San Zaccaria
- 1885 - Vue des toits de San Zaccaria à Venise
- 1888 - La voix du toscin in collaborazione con François-Antoine Vizzavona - Museo della Piccardia, Amiens
- 1892 - La mort de Carpeaux in collaborazione con François-Antoine Vizzavona - Museo della Piccardia, Amiens
- 1895 - La muse verte
- 1897 - Le Gueux
- 1897 - Les Notes - applicato nel "Foyer" dell'Opéra-Comique di Parigi
- 1897 - Zampa - applicato nel "Foyer" dell'Opéra-Comique di Parigi
- 1897 - Les Noces de Jeannette
- 1897 - Le Flûtiste joue un air du: Châlet
- 1897 - Le Tropettiste a pour devise un air de: La Dame Blanche
- 1900 - Orange - applicato nella Sala grande del ristorante Le Train Bleu della "Gare de Lyon" di Parigi
- 1900 - Vendanges en Bourgogne applicato nella Sala dorata del Train Bleu della "Gare de Lyon"
- 1902 - Jeune femme au chapeau niniche
- 1902 - Tentation d'Eve
- 1904 - Adagio-appassionato, 12 décembre 1904 in collaborazione con François Antoine Vizzavona
- n. d. - Vue d'une cour animée
- n. d. - Théâtre en plein air à Arles
- n. d. - Un jeune fille portant un châle vert
- n. d. - Salle à manger
- n. d. - Audovère répudiée
- n. d. - La Sirène
- n. d. - La Vigne et le Vin
- n. d. - Esquisse pour le Salon des Lettres de l'Hôtel de Ville
- n. d. - Frédéric Barberousse aux pieds du Pape
- n. d. - Louis IX console un lépreux
- n. d. - Le Christ appelle à lui les affligés

Disegni, acquarelli, pastelli, incisioni
- 1868 -  La mesquina de Cordoue, disegno e acquarello su carta
- 1875 -  L'Insulte aux prisonniers, disegno

Stampe, litografie, manifesti
- 1900 -  Ariane, stampa, manifesto
- 1908 -  Exposition Franco-Britannique, stampa, manifesto a colori
- 1908 -  Exposition Franco-Britannique, Londres 1908, stampa, litografia, cromolitografia
- 1908 -  Exposition Franco-Britannique, stampa, manifesto
- 1908 -  Exposition Franco-Britannique, stampa, manifesto
- 1908 -  Exposition Franco-Britannique, Londres 1908 stampa, manifesto

Sculture
- N - D - Homme endormi sur un banc - Bronzo

Arazzi
- 1896 - Apollon et Daphné, métamorphosée en laurier, 7 arazzi terminati nel 1899 per la Manifattura dei Gobelins in lana e seta.  Sala delle Conferenze del Senato, Palais du Luxembourg.

## Premi
- 1889 - Medaglia d'oro all'Expo di Parigi del 1889.

## Mostre aiSalon
- 1875 - Salon des artistes français: L'Insulte aux prisonniers
- 1881 - Salon des artistes français: H.G.Renaud de Bourgogne accorde à Belfort des lettres d'affranchissement
- 1897 - Société nationale des beaux-arts:  Le Gueux

## Musei
- Palazzo delle Belle arti di Lilla: Amiral Carlo Zeno.
- Gare de Lyon, ristorante "Le Train Bleu": Orange nella Sala Grande e Vendanges en Bourgogne  nella Sala dorata 1900.
- Foyer dell'Opéra-Comique di Parigi: Il soffitto e 4 pannelli alle pareti 1898.
- Palais du Luxembourg, Grand Salon del Senato:  Complesso di 7 arazzi Gobelins:  Apollon et Daphné métamorphosée en laurier
- Museo della Piccardia a Amiens: l'insieme delle collezioni e numerosi dipinti di Albert Maignan accumulati durante la sua carriera è stato attribuito a questo edificio con atto testamentario.

## Titoli e decorazioni
- 1895 - Cavaliere della Légion d'honneur.
- 1905-1908 - Presidente della Fondazione Taylor.

## Galleria d'immagini

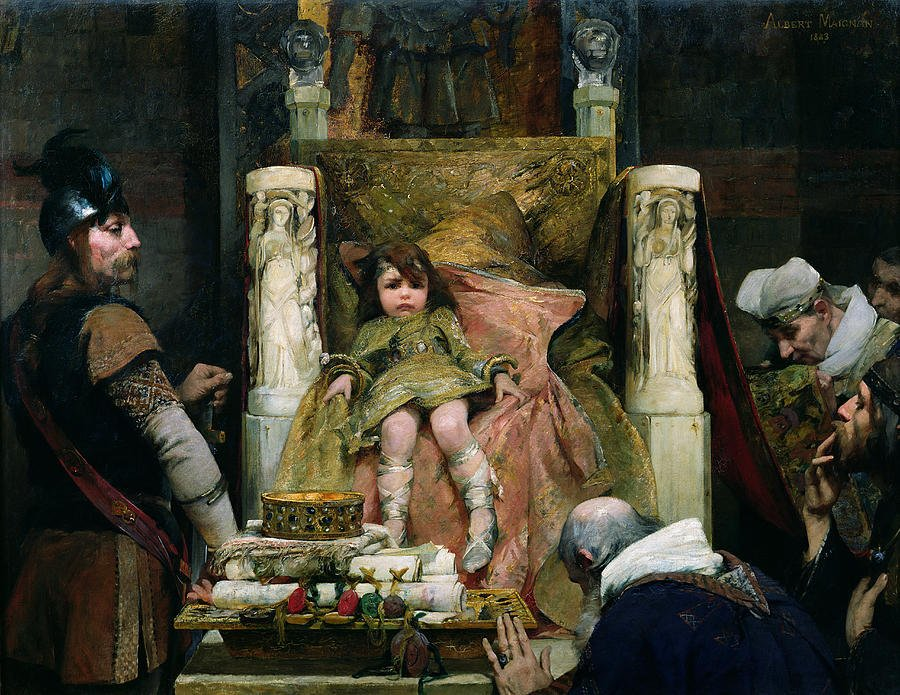
Omaggio a Clodoveo II
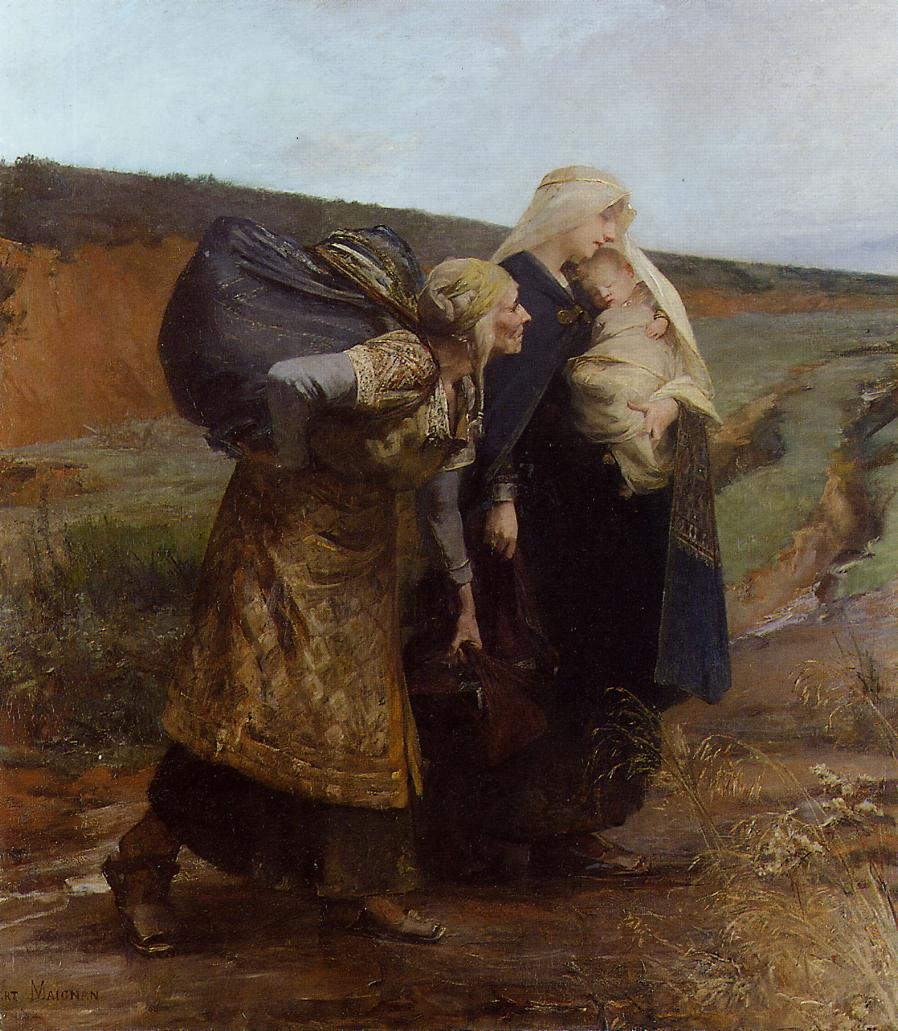
Audovera ripudiata
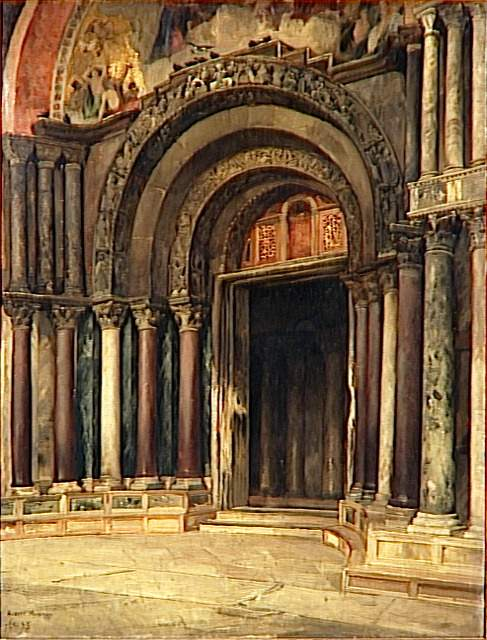
Il portale di S. Marco a Venezia
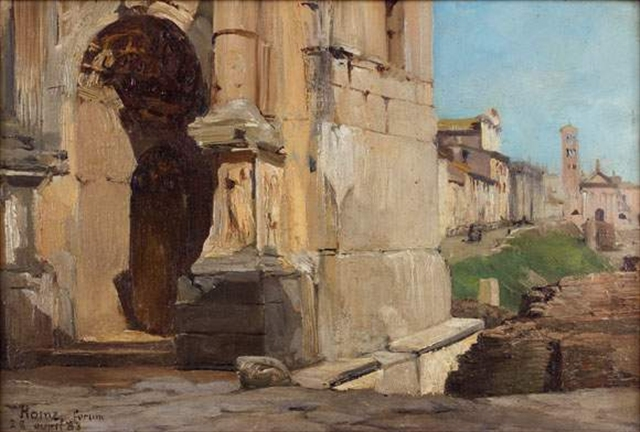
Il foro romano e l'Arco di Settimio Severo